# 大矢嶋新左エ門
大矢嶋 新左エ門（おおやしま しんざえもん）は、江戸時代の大相撲の第33代大関。
明和5年（1768年）冬場所(11月)、西大関として初土俵を踏んだが（ただし当場所の番付は現存せず、出場者名による推定番付）、相撲は2番取っていずれも敗れたのみで即引退した。
下の名前の「新左エ門」は、明治19年に発行された『勇力関取鏡』の記載に従う。

## 主な成績
- 通算成績：0勝2敗6休

| 1768年 | x | 西大関 引退 0–2–6 |
| 各欄の数字は、「勝ち-負け-休場」を示す。 優勝 引退 休場 十両 幕下 三賞：敢=敢闘賞、殊=殊勲賞、技=技能賞 その他：★=金星 番付階級：幕内 - 十両 - 幕下 - 三段目 - 序二段 - 序ノ口 幕内序列：横綱 - 大関 - 関脇 - 小結 - 前頭（「#数字」は各位内の序列） |   |                   |